# Obłęd (powieść)
Obłęd – powieść Jerzego Krzysztonia z 1979 roku, której treścią jest historia człowieka chorego na schizofrenię. Powieść zawiera wątki autobiograficzne, gdyż jej autor, także pod koniec życia ciężko rozchorował się psychicznie, a jego choroba w większym lub mniejszym natężeniu ciągnęła się aż do jego samobójczej śmierci.
Powieść składa się z trzech tomów:
- Tropiony i osaczony
- Przywiązany do masztu
- Księżyc nad Epidaurem

## Treść
W tomie pierwszym, główny bohater Krzysztof J., powracający z wakacji w górach popada w obłęd. W swojej wyobraźni rozmawia z Dostojnym Rozmówcą, który mianuje go Tajnym Agentem Dobrej Woli. Odtąd wszyscy spotkani ludzie dzielą się na przeciwników i pomocników, a każde wydarzenie ma jakiś sens, nie ma przypadkowych. Choroba rozwija się u bohatera tak gwałtownie, że już po dwóch dniach, trafia on do Szpitala Tworkowskiego.
W tomie drugim, bohater jest przywiązany do łóżka w sali szpitalnej. W swojej wyobraźni przeżywa koszmarne wizje, w których chce uratować Ziemię przed atakiem nuklearnym. Później, uwolniony z więzów i przeniesiony do innej sali, uważa wszystkich wokół za niezwykłych więźniów.
W tomie trzecim opisany jest proces zdrowienia bohatera i powrót do normalności.